# John E. Colhoun
John Ewing Colhoun, född 1750 i Staunton i Virginia, död 26 oktober 1802 i Pendleton i South Carolina, var en amerikansk advokat och politiker (demokrat-republikan). Han var ledamot av USA:s senat från South Carolina från 1801 fram till sin död.
Colhoun utexaminerades 1774 från College of New Jersey (numera Princeton University). Han var ledamot av South Carolinas representanthus 1778–1800. Han inledde 1783 sin karriär som advokat i Charleston, South Carolina.
Han gifte sig med Floride Bonneau. Paret fick tre barn: John Ewing Colhoun, Jr., James Edward Colhoun (som senare ändrade sitt namn till Calhoun) och Floride Bonneau Colhoun som gifte sig med sin fars kusin John C. Calhoun.
Colhouns kusin John C. Calhoun blev senare USA:s vicepresident och en annan kusin Joseph Calhoun blev ledamot av USA:s representanthus. Colhouns syster Rebecca Calhoun Pickens var gift med kongressledamoten Andrew Pickens. Även John E. Colhoun hette ursprungligen Calhoun. År 1775 tog han värvning i South Carolinas milis och skrev under som John Ewing Colhone. Senare tog han i bruk stavningen Colhoun som sedan blev hans officiella namn.
Colhoun tillträdde 1801 som ledamot av USA:s senat och avled ett år senare i ämbetet.